# Le Vieux Saint-Maur (revue)
Le Vieux Saint-Maur est une revue d'histoire, d'archéologie et de patrimoine local édité par l'association « Le Vieux Saint-Maur », société d'histoire et d'archéologie de Saint-Maur-des-Fossés.

## L'association éditrice
La Société d'histoire et d'archéologie « Le Vieux Saint-Maur » est déclarée en tant qu'association le 10 mai 1922. Son fondateur est l'historien Émile Galtier (1871-1941).
Elle a son siège au 10 rue de Paris à Saint-Maur-des-Fossés.
Les présidents de l'association, également directeurs de la revue sont : Émile Galtier (1922-1941), Henry Pouvereau (1943-1964), Georges Bousquié (1965-1966), Césaire-Nicolas Séjournant (1966-1968), Odette Aumage (1968-1973), Bernard Javault (1973-2014), et Pierre Gillon (depuis 2014).

## La revue
La revue porte les sous-titres suivants : Bulletin de la société historique et archéologique de Saint-Maur-des-Fossés et des localités avoisinantes (1923-1964) ; Bulletin de la société historique et archéologique de Saint-Maur, Joinville, Créteil, Chennevières (1965-1974) ; Bulletin de la société d'histoire et d'archéologie (1984-1991) ; Bulletin de la société d'histoire et d'archéologie de Saint-Maur-des-Fossés (depuis 1996) .
La parution de la revue est irrégulière ; on compte en général un ou deux numéros par an (exceptionnellement trois en 1953). Cependant, des interruptions de plusieurs années ont également été constatées, par exemple de 1941 à 1945, de 1975 à 1983 ou de 2001 à 2007.
Entre 1923 et 2015, 69 numéros sont parus dont 60 numéros simples (numérotés de 1 à 21, de 24 à 27, de 30 à 60 et de 75 à 78) et 9 numéros doubles, deux dans la série 5 (no 22-23, 1953 et 28-29, 1962) et 7 numérotés de 61-62 à 73-74.
Entre 1923 et 1968, les numéros sont répartis en six séries : série 1 (no 1, 1924 à no 5, 1928) ; série 2 (no 1, 1929 à no 8, 1934) ; série 3 (no 1, 1939 et no 2, 1940) ; série 4 (no 1, 1946) ; série 5 (no 2, 1947 à no 31, 1964, pas de no 1) ; série 6 (no 1, 1964 à no 6, 1968). À partir de 1969, la numérotation est modifiée et reprise à partir du no 1 de 1924 (de no 49, 1969 à no 77, 2010).
Onze numéros spéciaux, consacrés à un thème unique, ont été publiés, dont trois numéros doubles. Enfin, l'association a également édité dix hors-série, reprenant généralement des articles parus dans la revue.
Par convention signée en 2012 avec la Bibliothèque nationale de France, la plupart des bulletins jusqu'en 2010 ont été numérisés et mis à disposition sur le site Gallica.

## Les thèmes traités
La revue traite de manière éclectique des questions relevant tant de l'archéologie, que de l'histoire récente et du patrimoine local. Parmi les plus importants travaux, l'histoire de Saint-Maur est illustrée en particulier par Émile Galtier et Henry Pouvereau. Émile Galtier produit également une « Histoire de Créteil », tandis que Georges Bousquié rédige 30 articles sous l'intitulé « Histoire de Joinville-le-Pont ».
Plusieurs personnages font l'objet d'importantes contributions : saint Babolein, le Grand Condé, le maréchal Oudinot, Rabelais, Raymond Radiguet, Germaine Tillion. Un ouvrage a également été consacré aux enfants juifs de La Varenne, déportés et tués pendant la Seconde Guerre mondiale.
La revue s'est intéressée également aux faits économiques et sociaux (histoire de l'entreprise De Clercq), à l'histoire urbaine (les lotissements), à la vie sociale, aux monuments (église Saint-Nicolas, abbaye de Saint-Maur, pont de Joinville) ainsi qu'à l'histoire naturelle et à l'évolution des paysages (la vallée de la Marne).
Un bulletin spécial consacré aux princes de Condé paraîtra en 2022 pour le centenaire de l'association. À cette occasion, un autre bulletin retracera l'histoire de l'association.

## Évolution du format
Depuis 2018, la « Lettre du Vieux Saint-Maur », diffusée deux à trois fois par an, compense les parutions désormais très exceptionnelles des bulletins.